# Marie Medicejská
Marie Medicejská (26. dubna 1575, Florencie – 3. července 1642, Kolín nad Rýnem) byla toskánská velkovévodská dcera a po sňatku s Jindřichem IV. provdaná francouzská a navarrská královna v letech 1600 až 1610. Po smrti Jindřicha IV. vykonávala do roku 1617 funkci regentky svého syna, mladého Ludvíka XIII.

## Život

### Původ
Po otci, druhém toskánském vévodovi Františkovi I. Toskánském, náležela k rodu Medicejských a po matce k dynastii Habsburské. František I. byl nejstarším synem velkého Cosima I. a Eleonory Toledské. V roce 1565 se oženil s císařskou dcerou Johanou Habsburskou (nejmladší dcera císaře Ferdinanda I. a Anny Jagellonské) a po otcově smrti usedl v roce 1574 na toskánský velkovévodský stolec. 

### Manželství
5. října 1600 se ve Florencii provdala za francouzského krále Jindřicha IV. (jakožto jeho druhá manželka, po Margot, jež byla po matce také z rodu Medicejských); ženicha zastupoval nevěstin strýc Ferdinand I. Medicejský. S manželem se poprvé viděla 9. prosince téhož roku v Lyonu. Manželství nebylo příliš šťastné, protože Jindřich měl mnoho milenek a ona sama to těžce nesla. 

### Regentství
Po smrti Jindřicha IV. byla s pomocí Pařížského parlamentu jmenována regentkou. Tento postup jmenování regentky s pomocí soudního dvora byl neobvyklý a přisuzoval Pařížskému parlamentu moc, kterou do té doby neměl. Regentství prováděla s pomocí maršála Conciniho a jeho manželky Leonory Galigai. Přestože regentství oficiálně ukončila v den 13. narozenin Ludvíka XIII. (27. září 1614), tak tento ihned požádal svou matku, aby jeho jménem vládla Francii i nadále. Ukončení vlády Marie Medicejské je tedy spjato až se zavražděním maršála Conciniho (24. dubna 1617) a to z vůle krále. 
Celá vláda Marie Medicejské je hodnocena velmi kriticky, protože navzdory politické nutnosti Francie vystupovat proti Habsburské hegemonii, tak z popudu regentky došlo naopak ke snaze Francie vystupovat jako spojenec katolických Habsburků proti protestantské opozici v Evropě. Vrcholem těchto snah potom byl sňatek krále s Annou Rakouskou. Taková politika dlouhodobě Francii oslabovala a tato přestala být považována za velmoc. V Evropě však v té době nebyl panovník, který by uměl takové slabosti Francie využít ve svůj prospěch – ve Španělsku vládl Filip III., v Anglii Jakub I. a ve Svaté říši Římské Rudolf II. 

### Konec života
Marie Medicejská se nikdy nesmířila s tím, že se stal králem její syn Ludvík XIII., neustále se snažila uplatňovat svůj vliv a byla jednou z vůdčích osobností několika vzpour proti králi. Ten však ve spolupráci s kardinálem de Richelieu všechny tyto vzpoury potlačil. Král byl dokonce nucen porazit v poli armádu své matky v bitvě u Ponts-de-Cé. Opakovaná vystoupení Marie Medicejské proti králi vedlo až k tomu, že ji král vykázal z Francie. Marie Medicejská zemřela v exilu v Kolíně nad Rýnem, pohřbena je ve Francii v bazilice Saint-Denis. Její tělesné pozůstatky byly spolu s tělesnými pozůstatky dalších francouzských králů nasypány do společného hrobu dne 14. října 1793 po vyhlášení profanace královských hrobek Konventem.  Teprve po Velké Francouzské revoluci v roce 1817 byly její ostatky, smíšené s ostatky ostatních příslušníků královského rodu, umístěny do kostnice uvnitř baziliky Saint-Denis vytvořené z příkazu Ludvíka XVIII. 

## Potomci
- Ludvík XIII. (27. září 1601 – 14. května 1643), král Francie a Navarry, ⚭ 1615 Anna Rakouská (22. září 1601 – 20. ledna 1666)
- Izabela Bourbonská (22. listopadu 1602 – 6. října 1644), ⚭ 1615 Filip IV. (8. dubna 1605 – 17. září 1665), král španělský, portugalský, neapolský a sicilský
- Kristina Marie (10. února 1606 – 27. prosince 1663), ⚭ 1619 Viktor Amadeus I. (8. května 1587 – 7. října 1637), vévoda savojský, titulární král kyperský a jeruzalémský
- Mikuláš Jindřich (16. dubna 1607 – 17. listopadu 1611)
- Gaston (25. dubna 1608 – 2. února 1660), orleánský vévoda,
⚭ 1626 Marie z Montpensier (15. října 1605 – 4. června 1627), vévodkyně z Montpensier
⚭ 1643 Markéta Lotrinská (22. července 1615 – 13. dubna 1672)

- Henrietta Marie (25. listopadu 1609 – 10. září 1669), ⚭ 1625 Karel I. (19. listopadu 1600 – 30. ledna 1649), král Anglie, Skotska a Irska od 27. března 1625 až do své popravy

## Vývod z předků
|                  |                           |  |                          |                             |  |  |  |  |  |  |  | Petr František Medicejský |
|                  |                           |  |                          |                             |  |  |  |  |  |  |  |                           |
|                  | Giovanni dalle Bande Nere |  |                          |                             |  |  |  |  |  |  |  |                           |
|                  |                           |  |                          |                             |  |  |  |  |  |  |  |                           |
|                  |                           |  |                          | Kateřina Sforzová           |  |  |  |  |  |  |  |                           |
|                  |                           |  |                          |                             |  |  |  |  |  |  |  |                           |
|                  | Cosimo I. Medicejský      |  |                          |                             |  |  |  |  |  |  |  |                           |
|                  |                           |  |                          |                             |  |  |  |  |  |  |  |                           |
|                  |                           |  |                          | Jacopo Salviati             |  |  |  |  |  |  |  |                           |
|                  |                           |  |                          |                             |  |  |  |  |  |  |  |                           |
|                  | Maria Salviati            |  |                          |                             |  |  |  |  |  |  |  |                           |
|                  |                           |  |                          |                             |  |  |  |  |  |  |  |                           |
|                  |                           |  |                          | Lukrécie Medicejská         |  |  |  |  |  |  |  |                           |
|                  |                           |  |                          |                             |  |  |  |  |  |  |  |                           |
|                  | František I. Toskánský    |  |                          |                             |  |  |  |  |  |  |  |                           |
|                  |                           |  |                          |                             |  |  |  |  |  |  |  |                           |
|                  |                           |  |                          | Fadrique Álvarez de Toledo  |  |  |  |  |  |  |  |                           |
|                  |                           |  |                          |                             |  |  |  |  |  |  |  |                           |
|                  | Pedro Álvarez de Toledo   |  |                          |                             |  |  |  |  |  |  |  |                           |
|                  |                           |  |                          |                             |  |  |  |  |  |  |  |                           |
|                  |                           |  |                          | Isabel de Zúñiga y Pimentel |  |  |  |  |  |  |  |                           |
|                  |                           |  |                          |                             |  |  |  |  |  |  |  |                           |
|                  | Eleonora Toledská         |  |                          |                             |  |  |  |  |  |  |  |                           |
|                  |                           |  |                          |                             |  |  |  |  |  |  |  |                           |
|                  |                           |  |                          | Luis Pimentel y Pacheco     |  |  |  |  |  |  |  |                           |
|                  |                           |  |                          |                             |  |  |  |  |  |  |  |                           |
|                  | Maria Osorio              |  |                          |                             |  |  |  |  |  |  |  |                           |
|                  |                           |  |                          |                             |  |  |  |  |  |  |  |                           |
|                  |                           |  |                          | Juana Osorio y Bazán        |  |  |  |  |  |  |  |                           |
|                  |                           |  |                          |                             |  |  |  |  |  |  |  |                           |
| Marie Medicejská |                           |  |                          |                             |  |  |  |  |  |  |  |                           |
|                  |                           |  |                          |                             |  |  |  |  |  |  |  |                           |
|                  |                           |  | Maximilián I. Habsburský |                             |  |  |  |  |  |  |  |                           |
|                  |                           |  |                          |                             |  |  |  |  |  |  |  |                           |
|                  | Filip I. Kastilský        |  |                          |                             |  |  |  |  |  |  |  |                           |
|                  |                           |  |                          |                             |  |  |  |  |  |  |  |                           |
|                  |                           |  |                          | Marie Burgundská            |  |  |  |  |  |  |  |                           |
|                  |                           |  |                          |                             |  |  |  |  |  |  |  |                           |
|                  | Ferdinand I. Habsburský   |  |                          |                             |  |  |  |  |  |  |  |                           |
|                  |                           |  |                          |                             |  |  |  |  |  |  |  |                           |
|                  |                           |  |                          | Ferdinand II. Aragonský     |  |  |  |  |  |  |  |                           |
|                  |                           |  |                          |                             |  |  |  |  |  |  |  |                           |
|                  | Jana I. Kastilská         |  |                          |                             |  |  |  |  |  |  |  |                           |
|                  |                           |  |                          |                             |  |  |  |  |  |  |  |                           |
|                  |                           |  |                          | Isabela Kastilská           |  |  |  |  |  |  |  |                           |
|                  |                           |  |                          |                             |  |  |  |  |  |  |  |                           |
|                  | Johana Habsburská         |  |                          |                             |  |  |  |  |  |  |  |                           |
|                  |                           |  |                          |                             |  |  |  |  |  |  |  |                           |
|                  |                           |  |                          | Kazimír IV. Jagellonský     |  |  |  |  |  |  |  |                           |
|                  |                           |  |                          |                             |  |  |  |  |  |  |  |                           |
|                  | Vladislav Jagellonský     |  |                          |                             |  |  |  |  |  |  |  |                           |
|                  |                           |  |                          |                             |  |  |  |  |  |  |  |                           |
|                  |                           |  |                          | Alžběta Habsburská          |  |  |  |  |  |  |  |                           |
|                  |                           |  |                          |                             |  |  |  |  |  |  |  |                           |
|                  | Anna Jagellonská          |  |                          |                             |  |  |  |  |  |  |  |                           |
|                  |                           |  |                          |                             |  |  |  |  |  |  |  |                           |
|                  |                           |  |                          | Gaston II. de Foix-Candale  |  |  |  |  |  |  |  |                           |
|                  |                           |  |                          |                             |  |  |  |  |  |  |  |                           |
|                  | Anna z Foix a Candale     |  |                          |                             |  |  |  |  |  |  |  |                           |
|                  |                           |  |                          |                             |  |  |  |  |  |  |  |                           |
|                  |                           |  |                          | Kateřina z Foix             |  |  |  |  |  |  |  |                           |
|                  |                           |  |                          |                             |  |  |  |  |  |  |  |                           |